# Hôpital Johns-Hopkins
Ne doit pas être confondu avec Johns Hopkins Hospital (métro de Baltimore).
L'hôpital Johns-Hopkins (Johns Hopkins Hospital) est un hôpital universitaire situé à Baltimore dans l'État du Maryland aux États-Unis. Fondé grâce à un don de Johns Hopkins, il est aujourd'hui un des hôpitaux les plus reconnus au monde et est classé en 2019-2020 à la troisième place des meilleurs hôpitaux des États-Unis par le magazine U.S. News & World Report derrière la Mayo Clinic à la première place et la Cleveland Clinic à la deuxième place. Le campus principal de l'hôpital se trouve dans le quartier est de Baltimore et est desservi par le métro.

## Histoire

### Naissance de l'institution
Johns Hopkins, un banquier et commerçant de Baltimore, décida par voie testamentaire de léguer à sa mort en 1873 une somme de 7 millions de dollars (équivaut à 181 millions de dollars en 2024) pour créer deux institutions médicales qui doivent porter son nom, l'université Johns-Hopkins et l'hôpital Johns-Hopkins. Johns Hopkins souhaita que l'hôpital soit lié à l'école de médecine de l'université dans le but de favoriser la recherche et l'enseignement de la médecine. À l'époque, il s'agissait du plus grand don du genre de l'histoire des États-Unis. Les institutions ont pour siège sa demeure personnelle sur West Saratoga Street, juste à l'ouest de North Charles Street.
Les plans initiaux de l'hôpital furent réalisés par John Shaw Billings (en) et le design architectural par John Rudolph Niernsee (en) et Edward Clarke Cabot (en) de la société de Boston Cabot and Chandler. Terminé en 1889 pour un coût de 2 050 000 dollars, l'hôpital était à la pointe du progrès, notamment grâce à ses systèmes de ventilation permettant d'éviter la transmission des maladies.
Vers la fin de sa vie, Hopkins choisit douze personnalités de Baltimore pour être les administrateurs du projet et un an avant sa mort, il leur envoya une lettre leur annonçant qu'il donnait "treize acres de terrain, situés dans la ville de Baltimore, et délimités par les rues Broadway, Wolfe, Monument et Jefferson, sur lesquels je souhaite que vous érigiez un hôpital". Il souhaitait un hôpital "qui, par sa construction et sa disposition, se compare favorablement à toute autre institution de même nature dans ce pays ou en Europe" et demandait à ses administrateurs de "s'assurer, pour le service de l'hôpital, des médecins et des chirurgiens de la plus haute réputation et de la plus grande compétence".
Plus important encore, Hopkins confia aux administrateurs de "garder constamment à l'esprit que mon souhait et mon objectif sont que l'hôpital fasse finalement partie de la faculté de médecine de cette université pour laquelle j'ai pris de nombreuses dispositions dans mon testament". En réclamant cette relation intégrale entre les soins aux patients, incarnés par l'hôpital, et l'enseignement et la recherche, incarnés par l'université, Hopkins a posé les bases d'une révolution dans la médecine américaine. La vision de Johns Hopkins, celle de deux institutions dans lesquelles la pratique de la médecine serait liée à la recherche médicale et à l'enseignement médical, était tout simplement révolutionnaire.

### Les fondateurs
Les administrateurs ont obtenu les services de quatre médecins exceptionnels, connus sous le nom de "Big Four", pour constituer le personnel fondateur de l'hôpital lors de son ouverture le 7 mai 1889. Il s'agissait du pathologiste William Henry Welch, du chirurgien William Stewart Halsted, de l'interne William Osler et du gynécologue Howard Atwood Kelly.
On attribue à Osler, premier chef du département de médecine, l'idée d'une résidence, par laquelle des médecins récemment diplômés reçoivent une formation avancée dans leur spécialité tout en traitant des patients sous supervision ; à l'époque comme aujourd'hui, les résidents constituent la majeure partie du personnel médical de l'hôpital. Il a également introduit l'idée de faire participer les étudiants en médecine à des soins réels aux patients dès le début de leur formation ; à l'époque, l'école de médecine était presque entièrement constituée de cours magistraux. La contribution d'Osler à l'enseignement pratique s'étend à la création des "grand rounds", la pratique consistant pour les principaux médecins à discuter des cas les plus difficiles devant des étudiants en médecine rassemblés, pour le bénéfice des patients et des étudiants.Le terme "rounds" dérive de la salle circulaire où l'enseignement au chevet des patients avait lieu. Il a dit un jour qu'il espérait que sa pierre tombale dirait seulement : "Il a amené les étudiants en médecine dans les salles pour l'enseignement au chevet des patients".
Halsted, premier chef du département de chirurgie, est à l'origine de nombreuses autres réalisations médicales et chirurgicales à Johns Hopkins, notamment les principes chirurgicaux modernes de contrôle des hémorragies, la dissection anatomique précise, la stérilité complète et la première mastectomie radicale pour le cancer du sein (avant cette époque, un tel diagnostic était une condamnation à mort virtuelle). Parmi ses autres réalisations, citons l'introduction du gant chirurgical et les progrès réalisés dans les chirurgies de la thyroïde, de l'arbre biliaire, des hernies, des intestins et des anévrismes artériels. Halsted a également mis en place le premier programme officiel de formation de résidents en chirurgie aux États-Unis.
On attribue à Kelly le mérite d'avoir fait de la gynécologie une véritable spécialité médicale. Il a créé de nouvelles approches chirurgicales des maladies féminines et inventé de nombreux dispositifs médicaux, dont un cystoscope urinaire. Il fut l'un des premiers à utiliser le radium pour traiter le cancer.
Welch est responsable de la formation de nombreux médecins exceptionnels de l'époque, tels que Walter Reed. Il a également fondé à Hopkins la première école de santé publique du pays, aujourd'hui connue sous le nom de Johns Hopkins Bloomberg School of Public Health.
En 1893, l'Université Johns Hopkins a été l'une des premières écoles de médecine à admettre des femmes. La décision d'instaurer la coéducation résultait d'un manque de fonds, car les actions du chemin de fer B&O qui étaient censées couvrir les coûts avaient été utilisées pour construire l'hôpital en 1889 et l'école de médecine n'avait pas encore été construite. Quatre des filles des administrateurs initiaux ont proposé de réunir les fonds nécessaires à l'ouverture de l'école, mais seulement si l'école acceptait d'admettre des femmes qualifiées à l'université. Après plusieurs discussions, les administrateurs ont accepté leurs conditions et ont accepté l'aide financière de ces quatre femmes, avec uniquement un des médecins, William Henry Welch, qui a résisté. Finalement, même Welch change d'avis sur la coéducation : "La nécessité de la coéducation sous une forme ou une autre", écrit-il plus tard, "devient d'autant plus évidente que le caractère de l'éducation est élevé. Dans aucune forme d'éducation, cela n'est plus évident que dans celle de la médecine... nous considérons la coéducation comme un succès ; ceux d'entre nous qui n'étaient pas enthousiastes au début sont maintenant sympathiques et amicaux".

### Cliniques

#### Pédiatrie
En 1903, à sa mort, Harriet Lane Johnston a laissé une somme de plus de 400 000 dollars pour créer le Harriet Lane Home for Invalid Children en souvenir de deux fils morts dans leur enfance.
En octobre 1912, le Harriet Lane Home a officiellement ouvert ses portes. Il s'agissait de la première clinique pour enfants aux États-Unis associée à une école de médecine, dirigée au départ par John Howland. Traitant finalement plus de 60 000 enfants par an, le Harriet Lane Home est devenu une clinique pionnière en matière de traitement, d'enseignement et de recherche, et la première à disposer de sous-spécialités en pédiatrie, créées par Edwards A.
De 1930 à 1963, Helen Taussig, qui a contribué à la mise au point de l'opération du bébé bleu, a dirigé la clinique cardiaque pédiatrique. Le pédopsychiatre Leo Kanner a étudié les enfants autistes. Il fut directeur de clinique psychiatrique de 1930 à son départ à la retraite en 1959. Lawson Wilkins a créé une clinique endocrinienne qui a mis au point des procédures utilisées universellement pour traiter les enfants souffrant de certains troubles glandulaires, dont le nanisme. John E. Bordley et William G. Hardy ont fait des progrès dans la détection des déficiences auditives chez les très jeunes enfants.

#### Urologie
En 1912, le diamantaire Jim Brady a fait don de 220 000 $ à l'hôpital, ce qui a permis de créer l'Institut urologique James Buchanan Brady.

#### Ophtalmologie
L'ophtalmologiste William Holland Wilmer a ouvert le Wilmer Eye Institute en 1925, sa maison a été achevée quatre ans plus tard. Wilmer a obtenu un diplôme de médecine de l'Université de Virginie en 1885 et a travaillé à New York, Washington D.C., en plus de Baltimore, où il a établi l'institut.

### Internes célèbres
Le sexologue controversé John Money y travailla de 1951 jusqu'à sa mort en 2006.

### Réalisations
- Premièrement, la découverte des enzymes de restriction, récompensée par le prix Nobel, a donné naissance à l'industrie du génie génétique. Ensuite, la découverte des opiacés naturels du cerveau a déclenché une explosion d'intérêt pour les voies et les fonctions des neurotransmetteurs.
- C'est dans cet hôpital que George Otto Gey a prélevé, en 1951, les cellules HeLa utilisées encore de nos jours en culture cellulaire partout dans le monde. Ils'agit de la première et sans doute la plus importante lignée de cellules humaines cultivées en culture[15].
- Parmi les réalisations médicales de Johns Hopkins, citons la première opération de changement de sexe d'homme à femme aux États-Unis, qui a eu lieu en 1966 à la Hopkins Gender Identity Clinic (clinique de l'identité sexuelle).
- L'identification des trois types de virus de la polio ; et la première opération du "bébé bleu", réalisée par le chirurgien Alfred Blalock en collaboration avec Helen Taussig, une diplômée de Hopkins spécialisée en cardiologie pédiatrique et la technicienne chirurgicale Vivien Thomas, qui a ouvert la voie à la chirurgie cardiaque moderne.
- La découverte de l'héparine et du shunt Blalock-Thomas-Taussig ont contribué à la chirurgie cardiaque[10],[16].
- Johns Hopkins publie également le Harriet Lane Handbook, un outil indispensable pour les pédiatres, depuis plus de 60 ans.

### Spécificités

#### Infrastructure
L'hôpital occupe environ 20 des 60 bâtiments du campus médical Johns Hopkins. Le complexe compte plus de 80 entrées et reçoit 80 000 visiteurs par semaine. Il abrite plus de 1 000 lits et dispose d'un personnel de plus de 1 700 médecins et de plus de 30 000 employés au total. De 1982 à 1992, Robert Heyssel, alors PDG, a créé le premier centre d'oncologie de l'hôpital, la tour Nelson pour les patients, le centre cardiaque Clayton et le Johns Hopkins Outpatient Center qui porte le nom de Heyssel.
En mai 2012, l'hôpital Johns Hopkins a ouvert deux nouvelles tours dans le cadre d'un effort majeur de réaménagement du campus. L'ouverture de la nouvelle tour du Charlotte R. Bloomberg Children's Center, d'un coût de 1,1 milliard de dollars, et de la nouvelle tour Sheikh Zayed a marqué le point culminant de cet effort. En plus de l'hôpital principal, le système exploite quatre autres hôpitaux et plusieurs établissements de soins ambulatoires dans les zones métropolitaines de Baltimore et de Washington, ainsi que le All Children's Hospital de St Petersburg, en Floride. En mai 2019, l'hôpital a achevé un projet d'expansion de 80 millions de dollars sur son campus de Green Spring Station à Brooklandville, dans le Maryland, offrant des services de chirurgie ambulatoire, d'imagerie et de traitement oncologique au Pavilion III, un bâtiment de trois étages et de 9 300 m2.

#### Artistique
La statue de marbre Christus Consolator (ou "Christ, le guérisseur divin"), située dans la rotonde du bâtiment administratif Billings, est un élément familier de l'hôpital. Offerte par un marchand de Baltimore, William Wallace Spence, elle est une réplique de l'original réalisé par le sculpteur danois Bertel Thorwaldsen à Copenhague, au Danemark. Dévoilée en 1896, elle apporte du réconfort à de nombreuses personnes, selon l'hôpital,.

#### Johns Hopkins Children's Center
Le Johns Hopkins Children's Center (JHCC) est un hôpital universitaire pédiatrique de soins aigus, classé au niveau national, situé à Baltimore, dans le Maryland, à côté de l'hôpital Johns Hopkins. L'hôpital compte 196 lits pédiatriques et est affilié à l'école de médecine Johns Hopkins. L'hôpital est le membre pédiatrique phare de la médecine Johns Hopkins et est l'un des deux hôpitaux pour enfants du réseau. L'hôpital propose des spécialités et des sous-spécialités pédiatriques complètes aux nourrissons, aux enfants, aux adolescents et aux jeunes adultes âgés de 0 à 21 ans,, dans tout Baltimore et dans le reste des États-Unis. Le Johns Hopkins Children's Center traite aussi parfois des adultes qui nécessitent des soins pédiatriques. Le Johns Hopkins Children's Center dispose également de l'un des seuls centres de traumatologie pédiatrique de niveau 1 vérifié par l'ACS dans l'État L'hôpital est directement rattaché à l'hôpital Johns Hopkins et est situé à proximité du manoir Ronald McDonald du Maryland.

## Classement et réputation
L'hôpital Johns Hopkins et son école de médecine sont considérés comme les institutions fondatrices de la médecine américaine moderne et le lieu de naissance de nombreuses traditions médicales célèbres, particulièrement les tournées, les résidents et le personnel de maison. De nombreuses spécialités médicales ont été formées à l'hôpital : Harvey Cushing et Walter Dandy dans le domaine de la neurochirurgie ;  pour la chirurgie cardiaque, Alfred Blalock ou encore Leo Kanner, pour la psychiatrie infantile. Le Johns Hopkins Children's Center, rattaché à l'hôpital, accueille les nourrissons, les enfants, les adolescents et les jeunes adultes âgés de 0 à 21 ans.
L'hôpital Johns Hopkins est largement considéré comme l'un des plus grands hôpitaux et établissements médicaux du monde. Il a été classé par le magazine d'information U.S. News & World Report comme le meilleur hôpital d'Amérique pendant 21 années consécutives (1991-2011). En 2019-2020, U.S. News & World Report a classé l'hôpital sur 15 spécialités pour adultes et 10 spécialités pour enfants ; l'hôpital s'est classé 1er dans le Maryland et 3ᵉ au niveau national derrière la Mayo Clinic de Rochester, Minnesota et le Mass General de Boston, Massachusetts.
U.S. News & World Report – Classement 2019-2020 par types de soins.
| Spécialité        | Rang |
| ----------------- | ---- |
| Urologie          | 2    |
| Gynécologie       | 7    |
| Rhumatologie      | 1    |
| Ophtalmologie     | 3    |
| Psychiatrie       | 3    |
| Gériatrie         | 1    |
| Neurologie        | 1    |
| Gastroentérologie | 3    |
| Endocrinologie    | 5    |
| Cancer            | 4    |
| Cœur              | 12   |
| Orthopédie        | 5    |
| Néphrologie       | 2    |

En 2021, l'hôpital a marqué 32 années consécutives de classement dans les 5 meilleurs hôpitaux du pays.
En 2023, l'hôpital se classe 5ᵉ à égalité avec le UCLA Medical Center de Los Angeles.